# Зв'язка (альпінізм)

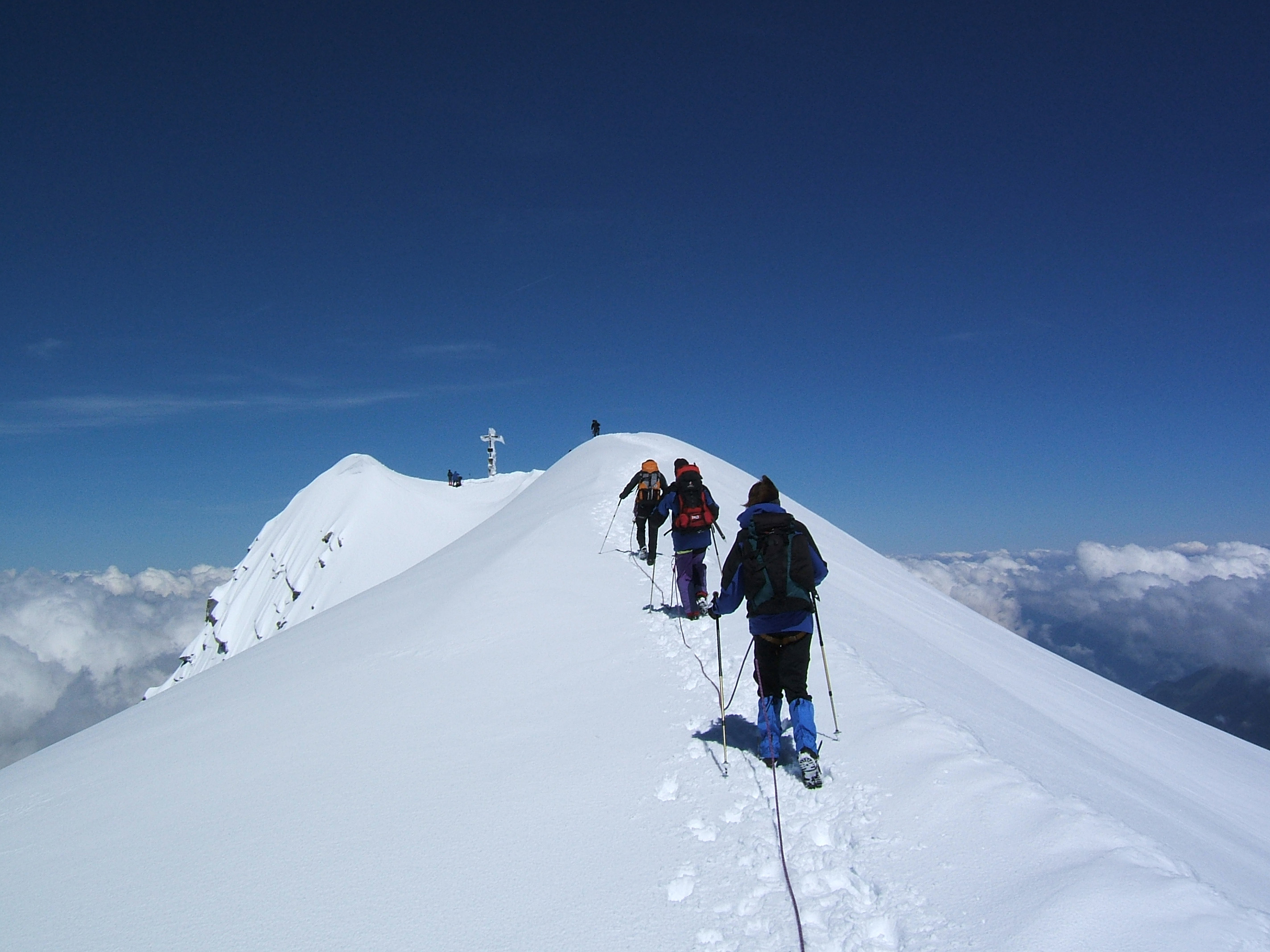
Зв'язка альпіністів на гребені гори під час сходження

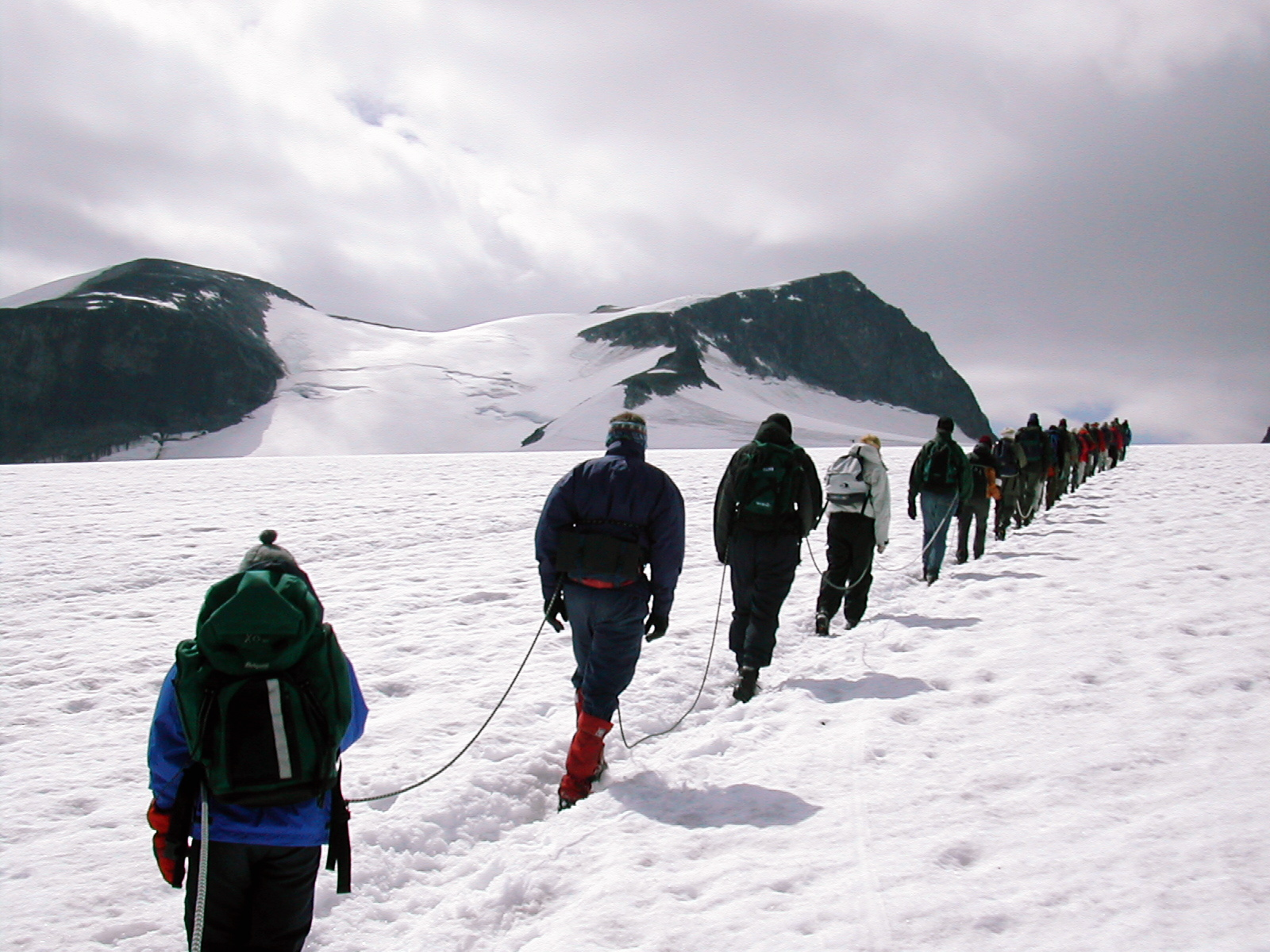
Одночасний рух по закритому льодовику в зв'язці

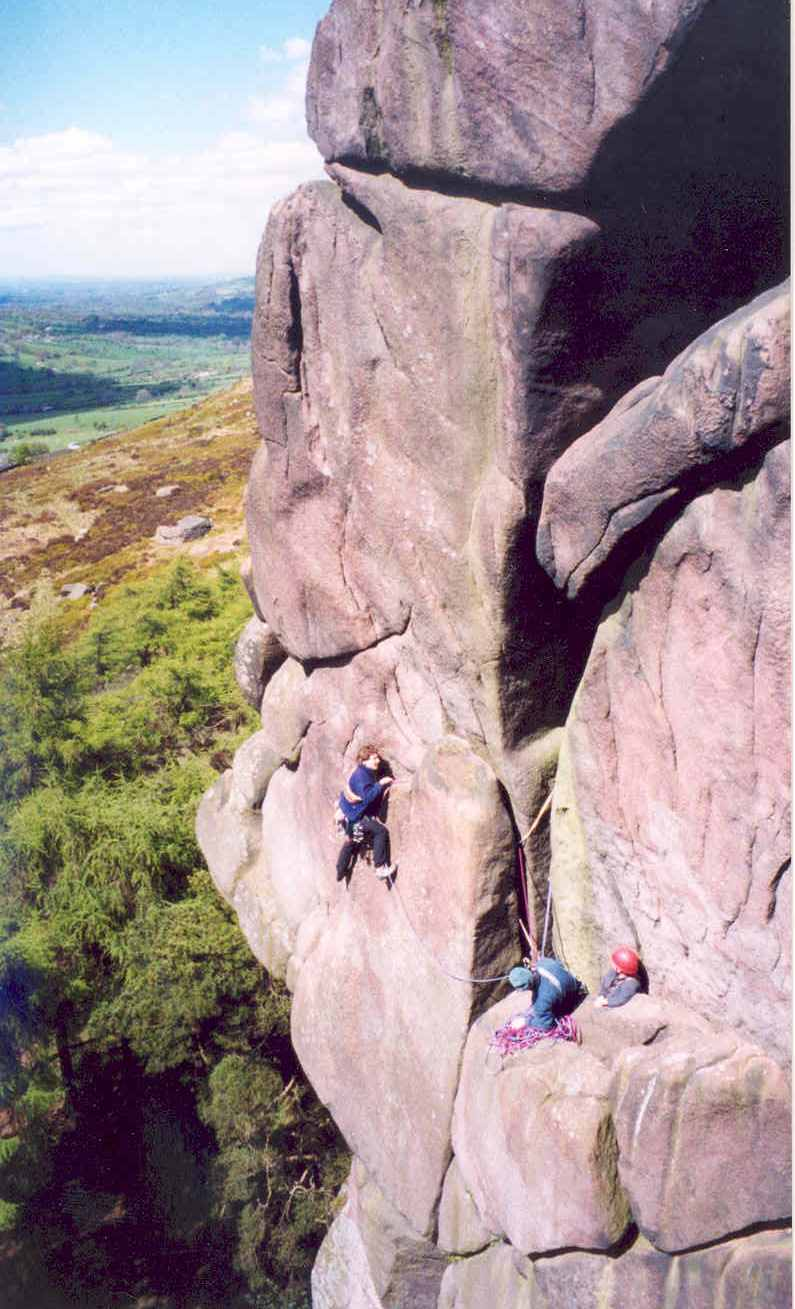
Зв'язка в скелелазінні.

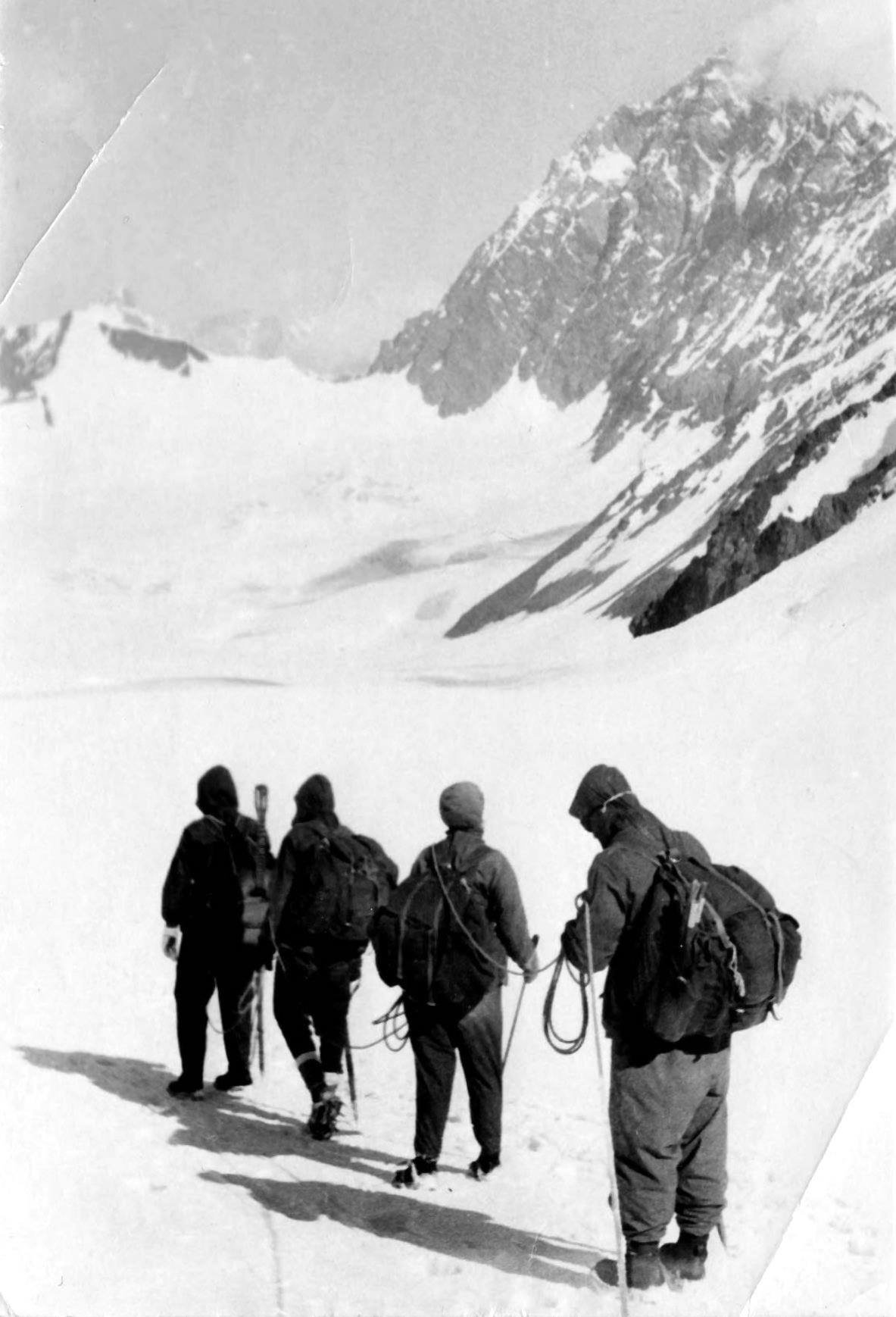
Українські гірські туристи (альпіністи) у зв'язці на шляху до перевалу Сімох (Кавказ). На нескладній ділянці у зв'язці — 5 альпіністів. Фото В. С. Білецького.

Зв'язка — декілька людей, пов'язаних однією альпіністською мотузкою, з метою безпечного подолання складного гірського рельєфу.

## Організація руху в зв'язках
Звичайно в зв'язці знаходиться 2 або 3 людини. При нескладному рельєфі в зв'язці може перебувати більша кількість людей. .
Необхідність для альпіністів зв'язуватися між собою полягає в тому, щоб у разі зриву і падіння однієї людини напарник по зв'язці міг зупинити його падіння. Наприклад, при руху по закритому льодовику, тобто, льодовику, тріщини якого закриті снігом, обов'язково зв'язуються для того, щоб у випадку провалу снігового мосту впав в тріщину був затриманий мотузкою .
Пересування в зв'язці може відбувається одночасно і поперемінно. При одночасному русі всі учасники зв'язки рухаються одночасно. При цьому кожен тримає в руках кілька кілець мотузки для того, щоб вона не чіплялася за нерівності рельєфу, не намокала, а також для того, щоб у разі зриву / падіння в тріщину напарника встигнути організувати страховку. Одночасне переміщення здійснюється на нескладній ділянці сходження, коли немає необхідності організувати постійну страховку напарника.
При поперемінному русі в зв'язках один учасник постійно страхує напарника, в той час як той долає складний ділянку. У цьому випадку, якщо нижній страхує верхнього, організується нижня страховка. Якщо верхній страхує нижнього, то організовується верхня страховка. .
Кожен учасник прикріплюється до мотузки за допомогою карабіна і страхувальної обв'язки.

## Змагання в зв'язках
У скелелазінні існує вид змагань, коли змагаються зв'язки. Існує два різновиди змагань зі скелелазіння у зв'язках:
- Важкий маршрут (рідко)
- Швидкість (домбайські зв'язки)[3]

При змаганні на труднощі (Важкий маршрут) переможцем вважається та зв'язка, яка піднялася вище за інших.
При змаганні на швидкість переможцем вважається та зв'язка, яка піднялася і спустилася швидше за інших.
При змаганні у зв'язках під час руху зв'язки повинні дотримуватися правил безпеки: організація страховки, правильність страховки.
Порушення правил безпеки під час руху у зв'язках карається штрафними очками.